# Берестейський проспект, 30
Будинок спеціалістів — розташована на Шулявці будівля архітектора Миколи Холостенка у стилі постконструктивізму.
На думку дослідників, один із найцікавіших житлових будинків, зведених в Україні в середині 1930-х років.

## Будівництво і використання будівлі

Будинок спеціалістів на фото 1942 року

У березні 1932 року РНК СРСР і ВКП(б) ухвалили постанову про забезпечення житлом фахівців — інженерно-технічних працівників вищої кваліфікації (ІТП). У Києві, зокрема, запланували спорудити три будинки ІТП. Президія Київської міської ради виділила земельні ділянки для будівництва п'ятиповерхового на 96 квартир будинку на Липках, п'яти- і чотириповерхових корпусів на 108 квартир на Галицькій площі і шестиповерхового на 96 квартир будинку на Брест-Литовському шосе, 30.
Попередній кошторис будівництва останньої споруди становив 1 899 937 карбованців. Проєкт розробив архітектор Микола Холостенко у співавторстві з Ю. Шафраном у «Промбудпроєкті».
15 серпня 1933 року трест «Облжитлобуд» розпочав будівництво. А вже 1 липня 1935 року заселили перші 60 квартир. Помешкання тут отримали також архітектори Холостенко і Шафран.
У 1954—1957 роках «Будинок спеціалістів» реконструювали, а поруч звели новий корпус на 24 квартири для працівників фото-паперової фабрики № 7 управління виробництва кінофільмів.

## Архітектура

Праця й відпочинок. Барельєф (колаж)

«Будинок спеціалістів» на Брест-Литовському шосе (сучасному Берестейському проспекті) належить до постконструктивізму.
Розташований у глибині від червоної лінії вулиці. Крила П-подібної будівлі утворюють затишне подвір'я.
Проєктувався як шестиповерховий будинок із підвалом для котельної. Будівля тинькована у декілька кольорів, з основним темно-червоним. Проїзд обличкований гранітним камінням.
Конструктивна система поєднує тримальні цегляні стіни та залізобетонний каркас.
Чоловий фасад вирішений статично. Композиція симетрична відносно центральної осі, на якій розташовано проїзд. Її урівноважують вертикально та горизонтально членовані маси. Бічні та дворові фасади підкреслюють горизонтальні членування.
Центральний шестиповерховий ризаліт завершує фриз, оформлений барельєфом на теми праці й відпочинку завдовжки 38 метрів. Його виконали скульптори М. Давид, В. Климов, В. Оснач, Т. Раззорська, Ткачов, А. Футерман і Шевчук під керівництвом Бернарда Кратка